# ذباب متشابك العروق
ذباب متشابك العروق (الاسم العلمي: Nemestrinoidea)، فصيلة عليا أحادية النمط الخلوي من ذوات الجناحين ورتيبة قصيرات القرون.